# ILL BONE
ILL BONE（イル・ボーン）は日本のパンクバンド。1979年に前身の造反医学（ぞうはんいがく）結成、1982年の終わりにに改名、1986 – 1987年頃消滅。

## 概要・来歴
1970年代末、立教大学の学生だった中田潤（なかだ・じゅん）は、同大学の主流派音楽サークルと趣味が合わない学生たちで反主流派の音楽サークル「Walkin' Jap」を立ち上げる。サークルメンバーには初代ギタリストのOがいた。その2人に日本獣医畜産大学（現・日本獣医生命科学大学）の学生・箕輪政博が加わり1979年、造反医学を結成。バンド名は「造反有理って文化大革命だけど、中国の医者までが「造反」して今までの生き方を捨てたら、病人、けが人が死ぬだろ」（中田）という意味。1982年後半、音楽性の変化に伴いバンド名をILL BONEに改称。韓国・朝鮮語で日本・日本人を意味する일본（イルボン）と英語で「病んだ骨」のダブルミーニング。なお、メンバーに在日韓国・朝鮮人はいない。1986 – 1987年頃のバンド消滅後、中田はフリーライターに、箕輪は鍼灸学者に、石川は音楽活動を継続、石黒は消息不明。

## 音楽性
日本のフォークやローリング・ストーンズ、クリーム 、頭脳警察などの洋邦の初期ロックに影響されていた中田が、セックス・ピストルズに衝撃を受けてパンクに目覚める。そこに音楽サークル「Walkin' Jap」のメンバーであり中田の一学年下の後輩・石黒浩孝が、音楽的には保守的・ロックンロール回帰的だったパンクに見切りを付けて美的・観念的な急進性を示していたポストパンク（たとえばパブリック・イメージ・リミテッド、スリッツ、レインコーツ、ザ・ポップ・グループ、XTC 、スクリッティ・ポリッティなど）の革新性を持ち込んだことにより、造反医学はUKポストパンク勢と呼応するような音楽性を獲得。さらにCAN、ブリジット・フォンテーヌ、エルヴィン・ジョーンズの影響が決定的となって、ジョン・コルトレーンが言う「音楽はコードではなく、モード」を実践することにより、「抒情派パンクス」と呼ばれる独自の音楽性へと発展した。

## バンドコンセプト・歌詞
「パンクバンドに日本語の屈折した世界を、現代詩とかの世界をのっけたいと思った」（中田）というところから始まる。その歌詞は「政治的」と言われることが多い。実際、造反医学時代の歌詞には政治的アジテーションの要素も濃かったが、アジや明瞭なメッセージ性が後退していくことで、現代詩的なILL BONEの詩世界へと至った。メッセージソングを歌うパンクバンドから、自分たちが投げ込まれている現実＝日本を問うものへと変化していった。造反医学時代から一貫しているテーマは「戦後というものへの居心地の悪さ」「祖国、日の丸、天皇、日本共産党、中核派に対する違和感」。中田が影響を受けた詩人は萩原朔太郎、寺山修司など。

## メンバー

### 「造反医学」時代
（1979 – 1982）
- 中田JUN – ボーカル、ベース
- O – ギター[22][23][24]
- Lym – ギター（Oの後任）
- 箕輪攻機 – ドラムス
- TSURU – サックス（『青空』録音に参加）

Lymは石黒浩孝の初期名。箕輪には攻機、政博、扇太郎などいくつか異なる表記があるがいずれも同一人物。

### 第一期 ILL BONE
（1982 – 1983）
- 中田潤 – ボーカル、ベース
- 石黒浩孝 – ギター
- 箕輪攻機 – ドラムス

### 第二期 ILL BONE
（1983 – 1984）
- 中田潤 – ボーカル
- 石黒浩孝 – ギター
- 石川佳世子 – ベース
- 箕輪扇太郎 – ドラムス

このメンバーでEP『死者』が録音された。この録音を最後にギターの石黒が脱退。「扇太郎」の命名者は町田町蔵。石川は元ラビッツ。

### 第三期 ILL BONE
（1984）
- 中田潤 – ボーカル
- 大熊ワタル – ギター
- 石川佳世子 – ベース
- 箕輪扇太郎 – ドラムス

### 第四期 ILL BONE
（1985 – 1986）
- 中田潤 – ボーカル
- 弓削聰 – ギター
- 石川佳世子 – ベース
- 箕輪扇太郎 – ドラムス

### 再稼働 ILL BONE
（2015年3月 – 2018?）
- 中田潤 – ボーカル
- タカダハルミ – ギター（2015 – 2017）
- 川上啓之 – ギター（2017 – ）
- 石川佳世子 – ベース
- 富田俊幸 – ドラムス

オリジナルメンバーの石黒は音信不通、箕輪は鍼灸学者になっていたため代打として、石川のブルースバンドRumble Fishからタカダと富田が加入。

### 再結成 ILL BONE
（2022年3月 –）
- 中田潤 – ボーカル
- 川上啓之 – ギター（2017 – 2024）
- ヴァイオラ伊藤 – ギター（2023 – 2024）
- 山崎怠雅 – ベース（2023 – 2024）
- 箕輪政博 – ドラムス

2022年9月に無観客ライブを行うが、その後沈黙。2023年12月に本格始動。2024年3月17日のライブを最後に川上、伊藤、山崎が脱退。

## 未発表曲・未スタジオ録音曲
- 住所
- 光州
- 日本晴れ
- 二月
- Jinta
- ダンシング・デイ
- 一人の男が殺された
- さようなら昭和
- Christine
- Spera
- 霧

## 「再稼働」後の新曲（未スタジオ録音）
- アマテラス
- 今宵、テレサと
- 銃と青空

## ディスコグラフィ

### アルバム、EP
- 造反医学『青空』（1982年、植民地音楽）自主制作カセットLP

- ILL BONE『死者』（1985年発売、トランスレコード）EP
  - 藤井暁 – 録音・ミックス（1984年4月）
  - 北村昌士 – 制作・美術

- ILL BONE『日本』（2024年、SUPER FUJI DISCS）CD
  - 80年代の未発表ライブ音源のコンピレーション

- ILL BONE『LIVE』（2015年、自主制作）CD-R
  - ファンによる2つのオーディエンス録音、1986年7月4日渋谷Live Inn「『NG』発売記念Live」と1984年12月30日渋谷La Mama「ノンセクトラジカル・パーティー」をカップリングしたもの。「再稼働ILL BONE」のライブ会場限定販売。

- ILL BONE『LIVE II. Our February』（2016年、自主制作）CD-R
  - ファンによる4つのオーディエンス録音「造反医学 – 1982年10月10日法政大学学生会館大ホール」「1983年4月29日京都大学西部講堂」「1983年11月12日横浜国立大学野外ステージ」「第四期ILL BONE – 録音日時場所不明」から中田潤が選曲し構成したもの[25]。「再稼働ILL BONE」のライブ会場限定販売。

### 参加作品
- V.A. – NG（1986年、トランスレコード）LP
  - 第四期メンバーによる「ナンバーレスランド」を収録。
- V.A. – UGX II（1993年、SSE）CD
  - 「ベイルート（Live）」を収録。